# Bactra optanias
Bactra optanias es una especie de polilla del género Bactra, tribu Bactrini, familia Tortricidae. Fue descrita científicamente por Meyrick en 1911.
La envergadura es de unos 16–20 milímetros. Se distribuye por Europa: Nueva Zelanda.